# Stockenboi

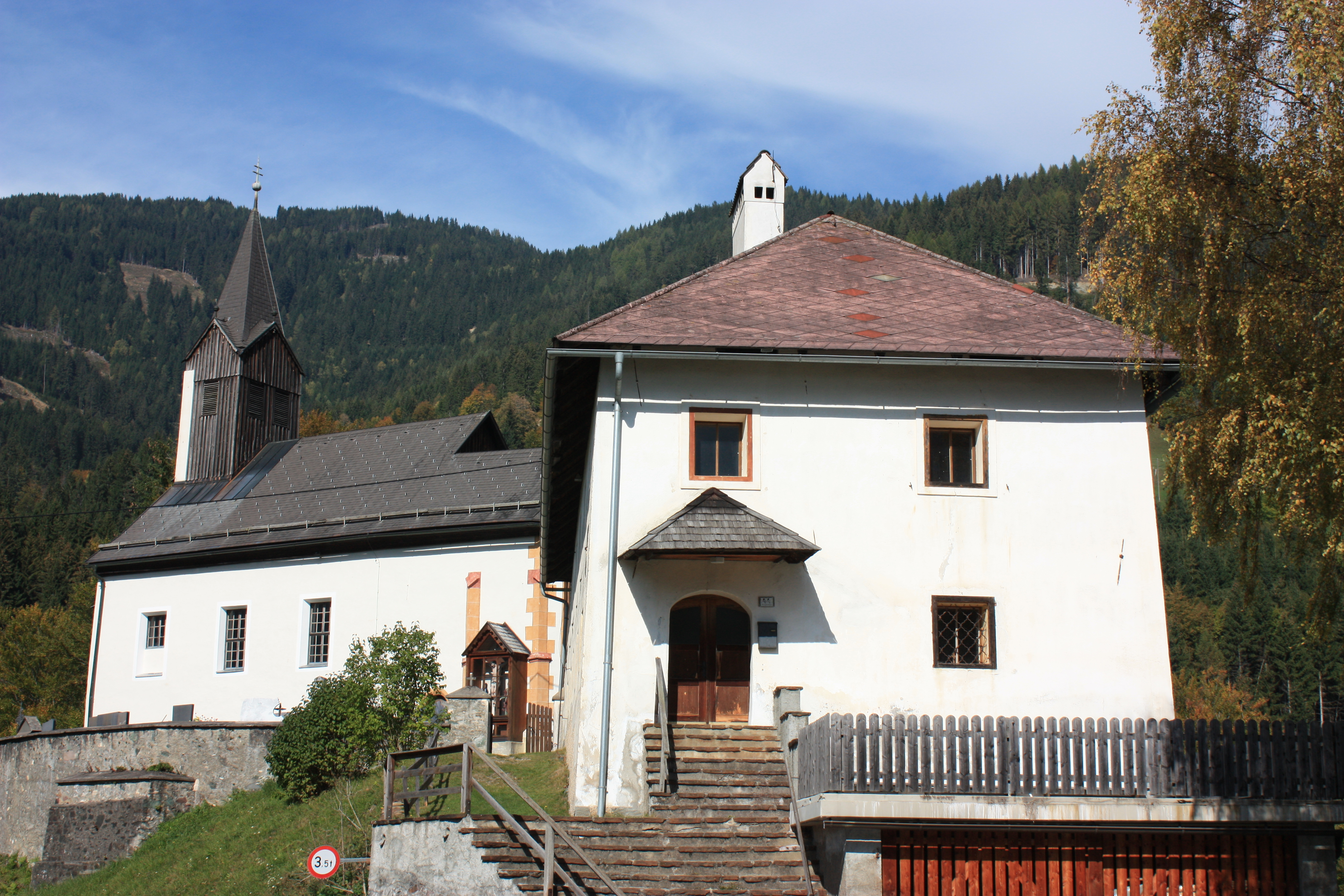
Die Bichlkapelle mit der ehemaligen Missionsstation in Stockenboi

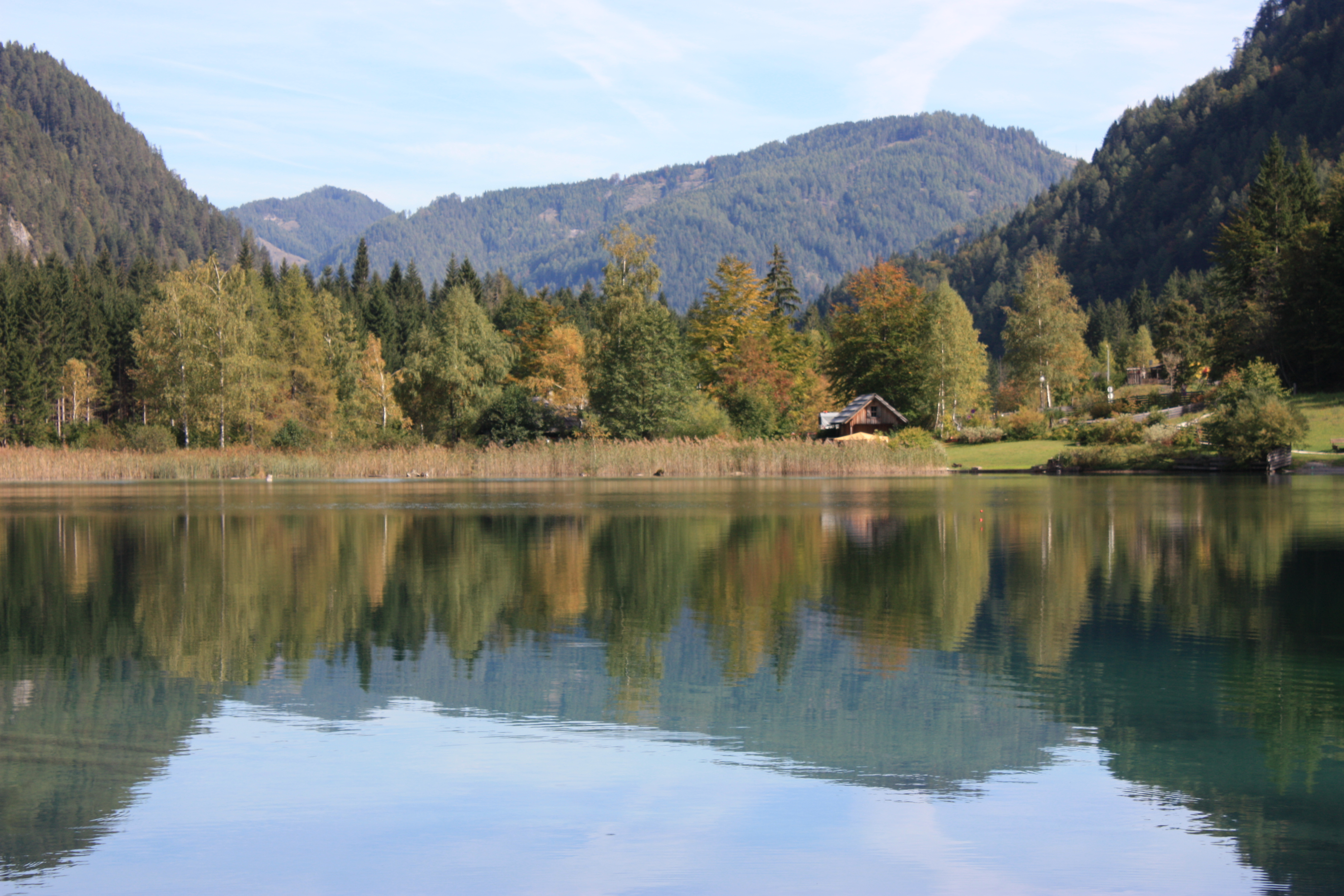
Ostufer des Weißensees Gemeinde Stockenboi

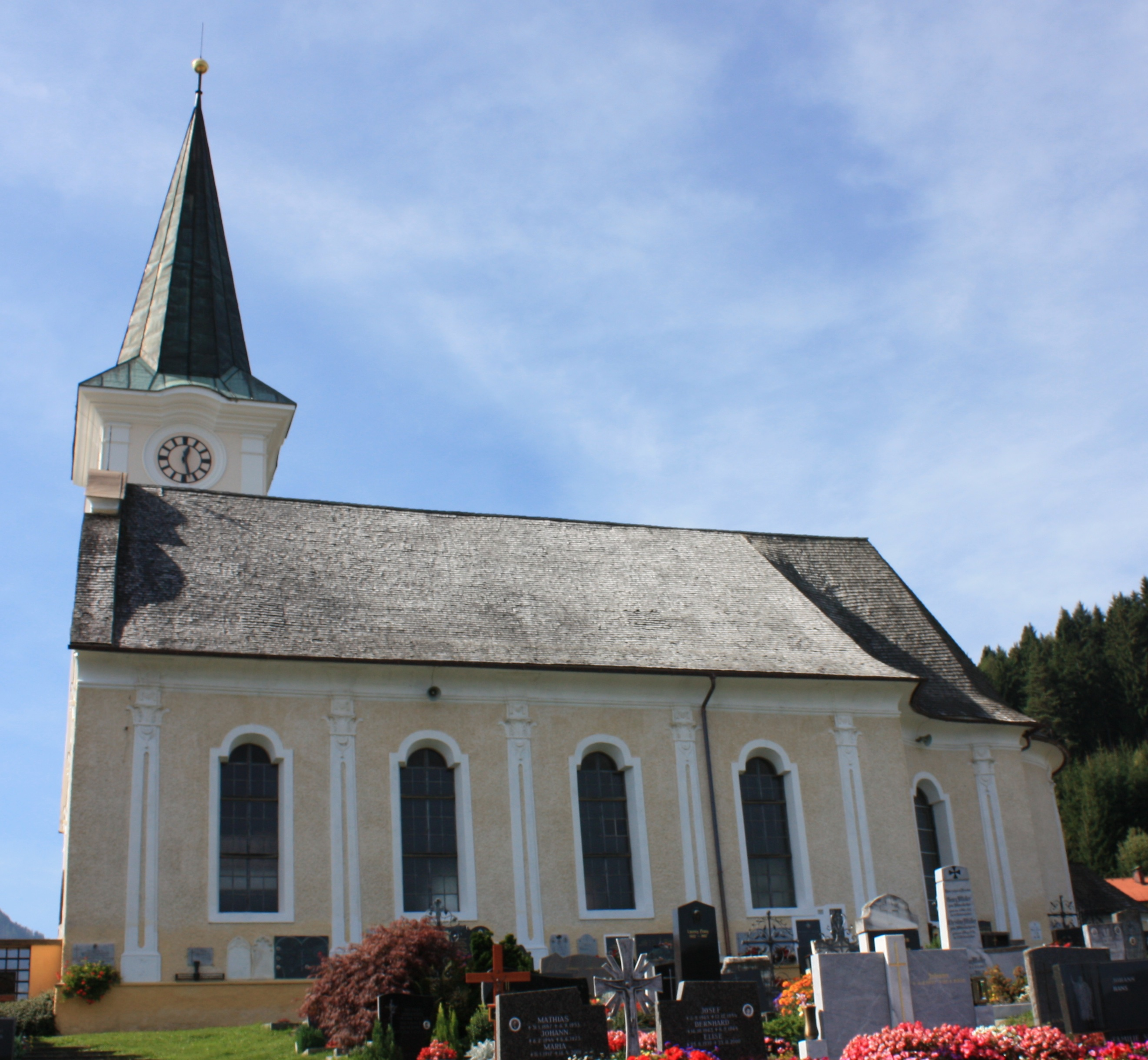
Evangelische Kirche in Zlan

Stockenboi ist eine österreichische Gemeinde mit 1550 Einwohnern (Stand 1. Jänner 2024) im Bezirk Villach-Land in Kärnten.

## Geographie
Die Gemeinde liegt in Oberkärnten in einem Seitental des Unteren Drautals zwischen Drau und Weißensee. Hauptsiedlungsgebiet ist das Tal des Weißenbachs, des Abflusses des Weißensees. Der Großteil des Gemeindegebietes liegt in den Gailtaler Alpen und der Latschurgruppe. Rund 70 % der Gemeindefläche sind mit Wald bedeckt, 13 % sind landwirtschaftliche Nutzfläche.

### Gemeindegliederung
Die Gemeinde ist in die vier Katastralgemeinden Stockenboi, Tragail, Wiederschwing und Ziebl gegliedert. Das Gemeindegebiet umfasst folgende 21 Ortschaften (in Klammern Einwohnerzahl Stand 1. Jänner 2024):
- Aichach (81)
- Alberden (57)
- Drußnitz (11)
- Gassen (160)
- Hammergraben (23)
- Hochegg (64)
- Hollernach (12)
- Liesing (5)
- Mauthbrücken (45)
- Mösel (20)
- Ried (61)
- Rosental (0)
- Scharnitzen (35)
- Seetal am Goldeck (0)
- Stockenboi (236)
- Tragail (144)
- Unteralm (38)
- Weißenbach (6)
- Wiederschwing (43)
- Ziebl (127)
- Zlan (382)

### Nachbargemeinden
| Kleblach-Lind (SP) | Baldramsdorf (SP)                           | Spittal an der Drau (SP) |
|                    | Kompassrose, die auf Nachbargemeinden zeigt |                          |
| Weißensee (SP)     |                                             | Paternion                |

## Geschichte
Das Gebiet wurde um 600 n. Chr. von Keltoromanen besiedelt, die vor den vordringenden Slawen zurückwichen.
Im 12. und 13. Jahrhundert gehörte Stockenboi zur Grafschaft Ortenburg. Unter Kaiser Ferdinand II. entstand am Fuß der Alpe Golz 1621 die Glashütte Tscherniheim, die bis 1879 bestand. Die Energie des Weißenbaches wurde für Sägewerke, Mühlen und Eisenhämmer genutzt, auch diese Industrie verfiel im 19. Jahrhundert. Die Gemeindegebiete von Stockenboi und Paternion sind nahezu deckungsgleich mit dem Territorium der früheren Herrschaft Paternion.
Aus einem Amt der Herrschaft Paternion sind unter Kaiser Joseph II. die heutigen Katastralgemeinden entstanden, aus denen sich 1850 zunächst auch drei Ortsgemeinden Stockenboi, Wiederschwing und Ziebl konstituierten, die jedoch schon 1865 zur Gemeinde Stockenboi zusammengeschlossen wurden. Die Gemeindegrenzen blieben bis 1973 unverändert, als das Ostufer des Weißensees von der gleichnamigen Gemeinde an Stockenboi kam.
Anfang der 1930er Jahre war der Stockenboi Graben das Urlaubsziel des Malers Max Liebermann, dessen Bilder heute schon verfallene Höfe zeigen. Ebenfalls ein Stockenboi-Urlauber war der Schriftsteller Walter von Molo, der in seinem Roman „Die Scheidung“ Verhältnisse und skurrile Gestalten des Stockenboier Grabens skizzierte.

### Bevölkerung
Die Gemeinde Stockenboi hat 1.743 Einwohner (2001), davon besitzen 97,3 % die österreichische Staatsbürgerschaft. 66,7 % der Bevölkerung bekennen sich zur evangelischen und 28,2 % zur römisch-katholischen Kirche, 1,0 % zum Islam. 2,5 % sind ohne religiöses Bekenntnis.

### Bevölkerungsentwicklung
| Stockenboi: Einwohnerzahlen von 1869 bis 2024       | Stockenboi: Einwohnerzahlen von 1869 bis 2024 | Stockenboi: Einwohnerzahlen von 1869 bis 2024 | Stockenboi: Einwohnerzahlen von 1869 bis 2024 | Stockenboi: Einwohnerzahlen von 1869 bis 2024 |
| --------------------------------------------------- | --------------------------------------------- | --------------------------------------------- | --------------------------------------------- | --------------------------------------------- |
| Jahr                                                |                                               |                                               |                                               | Einwohner                                     |
| 1869                                                | 1869                                          |                                               | 1.789                                         | 1.789                                         |
| 1880                                                | 1880                                          |                                               | 1.842                                         | 1.842                                         |
| 1890                                                | 1890                                          |                                               | 2.057                                         | 2.057                                         |
| 1900                                                | 1900                                          |                                               | 2.003                                         | 2.003                                         |
| 1910                                                | 1910                                          |                                               | 2.012                                         | 2.012                                         |
| 1923                                                | 1923                                          |                                               | 1.805                                         | 1.805                                         |
| 1934                                                | 1934                                          |                                               | 1.835                                         | 1.835                                         |
| 1939                                                | 1939                                          |                                               | 1.715                                         | 1.715                                         |
| 1951                                                | 1951                                          |                                               | 1.797                                         | 1.797                                         |
| 1961                                                | 1961                                          |                                               | 1.813                                         | 1.813                                         |
| 1971                                                | 1971                                          |                                               | 1.811                                         | 1.811                                         |
| 1981                                                | 1981                                          |                                               | 1.810                                         | 1.810                                         |
| 1991                                                | 1991                                          |                                               | 1.802                                         | 1.802                                         |
| 2001                                                | 2001                                          |                                               | 1.743                                         | 1.743                                         |
| 2011                                                | 2011                                          |                                               | 1.654                                         | 1.654                                         |
| 2021                                                | 2021                                          |                                               | 1.598                                         | 1.598                                         |
| 2024                                                | 2024                                          |                                               | 1.550                                         | 1.550                                         |
| Quelle(n): Statistik Austria, Gebietsstand 1.1.2021 |                                               |                                               |                                               |                                               |

## Kultur und Sehenswürdigkeiten
- Naturpark Weißensee
- Pfarrkirche Zlan: Die evangelische Pfarrkirche in Zlan wurde 1804/05 erbaut, der Turm 1950.
- Die katholische Pfarrkirche Hl. Nikolaus in Stockenboi wurde 1499 urkundlich erwähnt, 1513 geweiht.
- Kapelle Maria Magdalena in Tragail.

### Regelmäßige Veranstaltungen
- woodstockenboi: Das Musik- und Kulturfestival woodstockenboi wird seit 2004 (mit einer dreijährigen Unterbrechung von 2011 bis 2013) vom Kulturverein pastART in der Naturarena von Friedbert Kerschbaumer veranstaltet.

## Wirtschaft und Infrastruktur
Laut Volkszählung 2001 gibt es 55 Arbeitsstätten mit 128 Beschäftigten in der Gemeinde und 549 Auspendler (2001). Es gibt 158 land- und forstwirtschaftliche Betriebe (davon 56 im Haupterwerb), die zusammen 6.086 ha bewirtschaften (1999). Von Bedeutung ist der Fremdenverkehr am Weißensee sowie das Skigebiet Goldeck.

### Bildung
- Kindergarten
- Volksschule

### Verkehr
Die Verkehrserschließung erfolgt über die Stockenboier Landesstraße (L32) und die Zlaner Landesstraße (L31). Am nordöstlichen Gemeinderand im Drautal berührt die Tauernautobahn (A 10) das Gemeindegebiet.

## Politik

### Gemeinderat
Der Gemeinderat von Stockenboi hat 15 Mitglieder und setzte sich seit der Gemeinderatswahl 2021 wie folgt zusammen:
- 7 FPÖ
- 5 ÖVP
- 3 SPÖ

### Bürgermeister
Direkt gewählter Bürgermeister ist Hans-Jörg Kerschbaumer (FPÖ).

### Wappen
Das Wappen von Stockenboi zeigt „in Grün eine ins Schildhaupt reichende silberne Spitze, darin ein rotes Wasserrad schwebend, im Schildfuß ein grüner Wellenbalken.“ Der grüne Schildgrund steht für den Waldreichtum des Gemeindegebiets, der Wellenbalken für den zur Drau hin verlaufenden Weißenbach als wichtige Energiequelle und das rote Wasserrad für die für Sägen, Mühlen und Hammerwerke genutzte Wasserkraft. Die silberne Spitze repräsentiert den Hausberg der Gemeinde, den Staff (2217 m).
Wappen und Fahne wurden der Gemeinde am 22. April 1987 verliehen, die Fahne ist Grün-Weiß mit eingearbeitetem Wappen.

## Persönlichkeiten

### Söhne und Töchter der Gemeinde
- Johann Mentitsch (1801–1851), österreichischer Gewerksdirektor und Politiker
- Hans Ausserwinkler (1919–1989),  österreichischer Politiker (SPÖ), Bürgermeister von Klagenfurt, Landesrat
- Alfred Rohr (* 1945), Politiker (ÖVP) und Lehrer
- Ingrid Puganigg (* 1947), Schriftstellerin
- Axel Karner (* 1955), österreichischer Schriftsteller
- Johann Lindner (* 1959), in Tragail geborener Hammerwerfer und Europameister im Viererbob
- Reinhart Rohr (* 1959), österreichischer Politiker (SPÖ)
- Heinz Kuttin (* 1971), österreichischer Schispringer

### Mit der Gemeinde verbundene Persönlichkeiten
- Johann Bartlmä (1849–1923), Grundbesitzer und Politiker
- Jakob Pinter (* 1998), Schauspieler und Sänger